# Antonio Angeleri
Antonio Angeleri, gelegentlich auch Antonio Angelèri geschrieben (* 25. Dezember 1801 in Pieve del Cairo; † 8. Februar 1880 in Mailand) war ein italienischer Pianist und Musikpädagoge.
Angeleri war Schüler von Francesco Pollini. Von 1826 bis 1871 war er Professor für Klavier am Mailänder Konservatorium. Hier unterrichtete er u. a. die Pianisten und Komponisten Guglielmo und Carlo Andreoli, Adolfo und Disma Fumagalli, Amilcare Ponchielli, Giovanni Gaetano Rossi, den späteren Wagner-Dirigenten Vittorio Maria Vanzo, Francesco Anzoletti, Vincenzo Appiani, Vincenzo Petrali und die Komponistin Carlotta Ferrari. Mit Carlo Andreoli veröffentlichte er das Lehrbuch Il pianoforte, das in mehrere Sprachen übersetzt wurde. Er ist Widmungsadressat von 7 Toccaten Stefano Golinellis. Im Jahr 1832 war er wesentlich mitbeteiligt an der Abweisung Giuseppe Verdis bei dessen Bewerbung als Student am Konservatorium: Seine Hände seien ungeeignet und es gebe keine Möglichkeit einer Korrektur.

## Quelle
- Treccani.it - Angelèri, Antonio